# 劉洪友
劉 洪友（りゅう こうゆう、リウ・ホンヨウ、簡体字中国語: 刘洪友、拼音: Liú hóngyŏu、1961年 - ）は、中華人民共和国の古典書道を日本にて指導する書家。
中国書法学院院長、人民中国書画院副院長、全日本華人書法家協会主席、全日本華僑華人連合会理事、産経国際書会顧問、全日本華僑華人連合会 第九期会長などの肩書きを持つ。

## 来歴
1961年10月江蘇省南京市に生まれる。書家であった祖父の影響を受け、4歳から書道を始める。現代書道を習う為に1991年に来日。
来日後は池袋で語学学校に通いながら、1996年に中国書法学院を開設。
青戸校・池袋校をはじめ、多数の書道教室で指導を行っている。
日中交流にも積極的に取り組み、元内閣総理大臣の海部俊樹らと共に南京にて和平友好桜花園の設立に尽力している。和平友好桜花園は2008年に開園し、8000本以上の桜が植樹された。
2011年3月11日に東日本大震災が発生すると、被災地への救援募金を呼びかけ、中国の芸術家など約300名が募金活動に賛同した。
2013年、東京中国文化センターにて自らが実演を行う国際書法小品選抜展「曲水の宴」を開催。海部俊樹や歌手の仲宗根美樹など、200人以上の書道ファンが訪れた。
2016年7月20日、平成28年度外務大臣表彰を受賞。
2017年7月に、全日本華僑華人連合会（日本新華僑華人会）第九期会長に就任。

## 著書
- 『四字熟語で書く 中国名碑名帖選』角川学芸出版
  - 第一巻 「篆書1 甲骨文」 2006年 ISBN 4-04-621041-9
  - 第二巻 「篆書2 毛公鼎・王福庵」 2007年 ISBN 978-4-04-621042-5
  - 第三巻 「篆書3 石鼓文・呉昌碩」 2006年 ISBN 4-04-621043-5
  - 第四巻 「楷書2 張猛龍碑・九成宮醴泉銘」 2006年 ISBN 4-04-621044-3
  - 第五巻 「隷書2 礼器碑・曹全碑」 2006年 ISBN 4-04-621045-1
  - 第六巻 「楷書1 鄭羲下碑・孔子廟堂碑」 2006年 ISBN 4-04-621046-X
  - 第七巻 「楷書2 張猛龍碑・九成宮醴泉銘」2007年 ISBN 978-4-04-621047-0
  - 第八巻 「楷書3 雁塔聖教序・勤礼碑」 2006年 ISBN 4-04-621048-6
  - 第九巻 「行書1 蘭亭叙・蜀素帖」 2006年 ISBN 4-04-621049-4
  - 第十巻 「行書2 祭姪文稿・李思訓碑」2007年 ISBN 978-4-04-621050-0
  - 第十一巻 「行書3 争坐位文稿・前赤壁賦」 2006年 ISBN 4-04-621051-6
  - 第十二巻 「草書1 十七帖・書譜」 2006年 ISBN 4-04-621052-4
  - 第十三巻 「書2 自叙帖・王鐸」 2006年 ISBN 4-04-621053-2